# Spitzberg-Ödenburg
Spitzberg-Ödenburg ist ein Naturschutzgebiet (NSG-Nummer 4.174) bei Tübingen in Baden-Württemberg. Mit Verordnung vom 22. Oktober 1990 hat das Regierungspräsidium Tübingen das Gebiet unter Naturschutz gestellt. 

## Geschichte
Das Gebiet liegt an einem Südhang im Gebiet des Spitzberges und der Ödenburg und fällt steil zum Neckar hin ab. Es war seit dem Mittelalter ein Weinbaugebiet. Weinbergmauern und Terrassen prägen noch heute das Landschaftsbild und geben ihm einen bedeutenden kulturhistorischen Wert. Im Laufe der Zeit wurde diese Landschaft mehr und mehr sich selbst überlassen. Durch natürliche Sukzession entstanden interessante Pflanzengesellschaften, Halbtrockenrasen, verschiedene Verbuschungsstadien und Robinienforste. Zeugen des ehemaligen Weinbaues sind verwilderter Wein und Kulturflüchtlinge, wie Iris germanica, Allium sativa und Ribes uva-crispa. 

## Lage
Das Naturschutzgebiet liegt am südwestlichsten Ausläufer des von West nach Ost verlaufenden Spitzberg-Höhenzuges rund 1,5 Kilometer östlich von Hirschau. Es bildet westlich des Ödenburgvorsprungs eine halbrunde Bucht.
Das Naturschutzgebiet liegt im Naturraum 104-Schönbuch und Glemswald innerhalb der naturräumlichen Haupteinheit 10-Schwäbisches Keuper-Lias-Land. Es wird eingeschlossen vom rund 464 Hektar großen Landschaftsschutzgebiet Nr. 4.16.006 Spitzberg und ist außerdem Teil des 3.568 Hektar großen FFH-Gebiets Nr. 7419341 Spitzberg, Pfaffenberg, Kochhartgraben und Neckar. Es liegt außerdem am Rand des 15.362 Hektar großen Vogelschutzgebiets Nr. 7420441 Schönbuch. 

## Schutzzweck
Wesentlicher Schutzzweck ist die Erhaltung eines südexponierten, kulturhistorisch bedeutsamen, wissenschaftlich interessanten Steilhangs mit Brachen, Halbtrockenrasen, Gebüschformationen, alten Weinbergmauern und ‑terrassen und Waldrändern, sowie die Erhaltung der extensiv betriebenen Streuobstnutzung. Diese sind Lebensräume für zahlreiche seltene und vom Aussterben bedrohte, insbesondere Wärme und Trockenheit liebende Pflanzen und Tierarten.

## Fotos

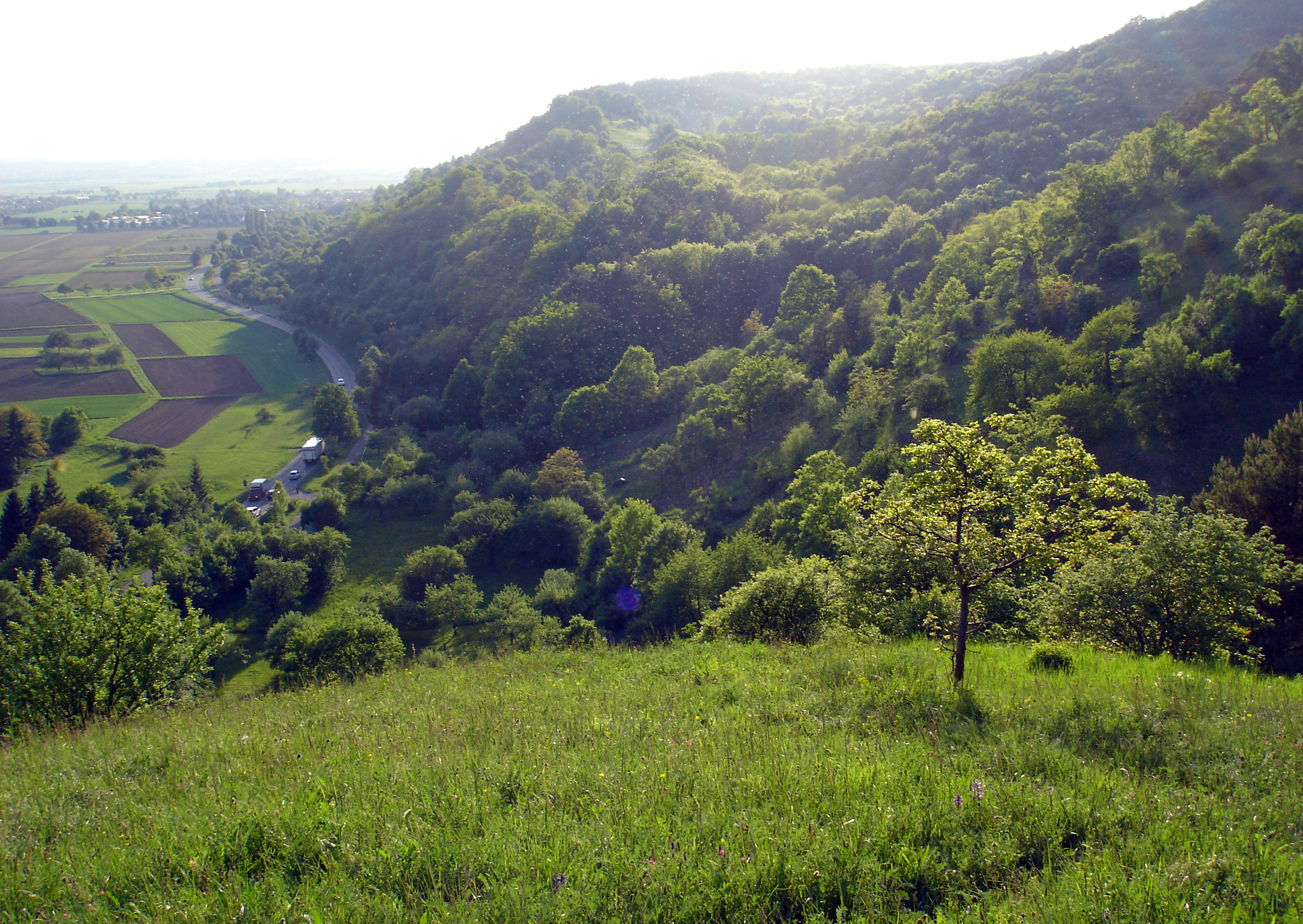
NSG Spitzberg, im Hintergrund NSG Hirschauer Berg
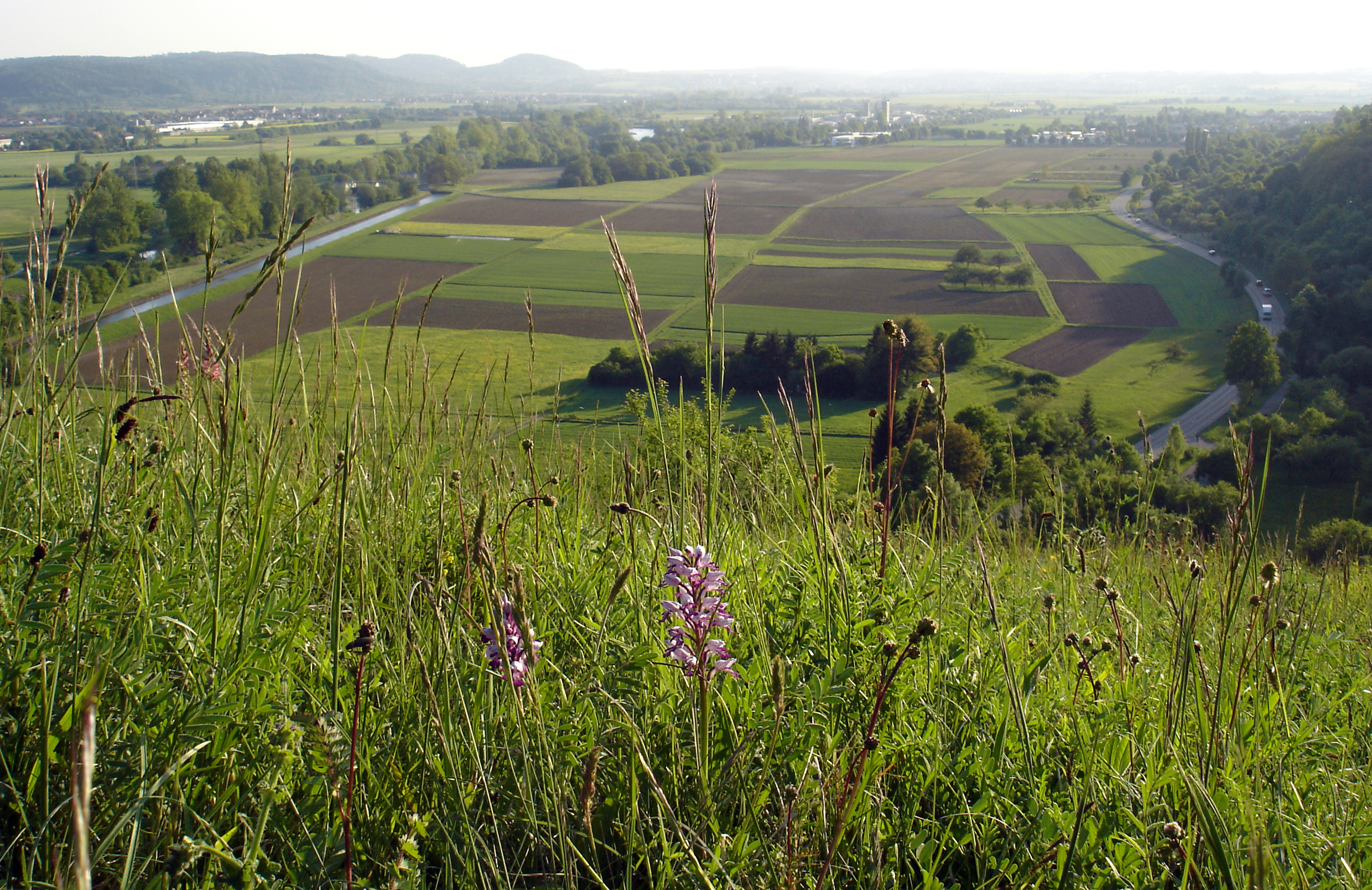
Blick ins Neckartal vom Standort Ödenburg
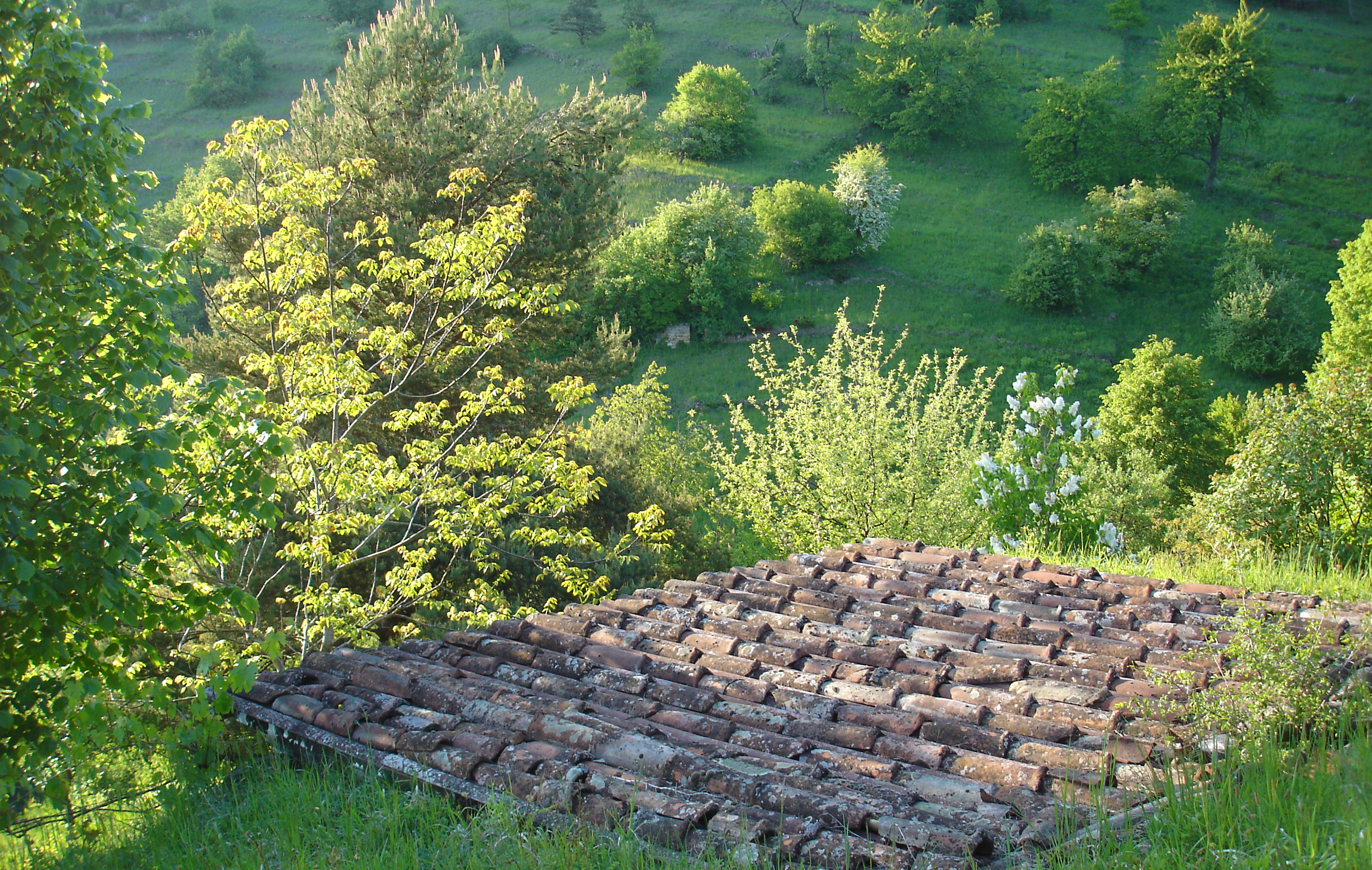
Detail, Blick Richtung NW

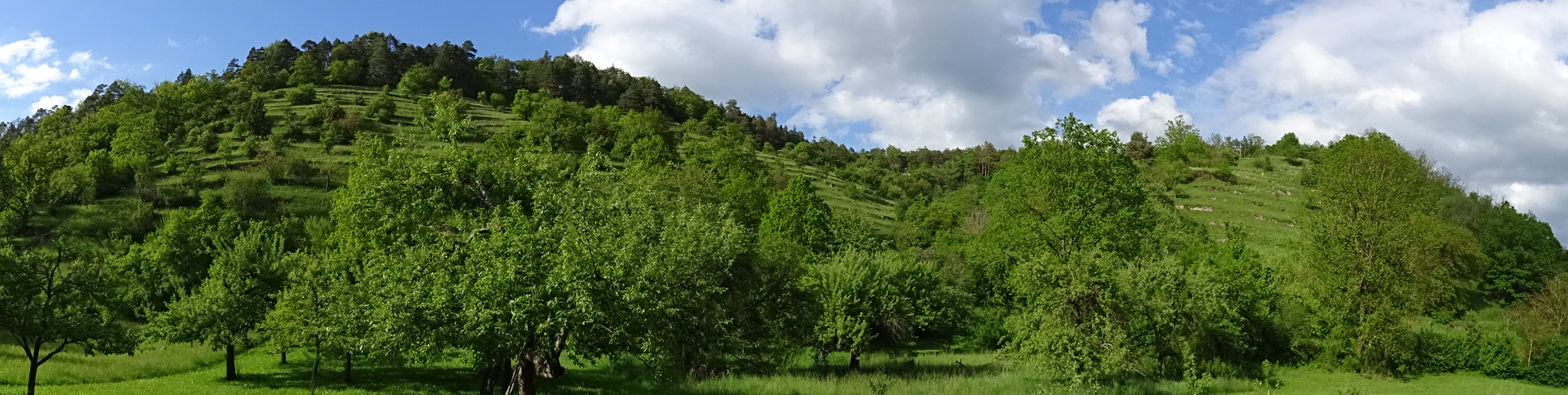
Gesamtansicht des Naturschutzgebiets von Süden